# Calytheca
Calytheca là một chi bọ cánh cứng thuộc họ Ptinidae.

## Phân loại
Chi này được ghi nhận có 2 loài:
- C. elongata White 1973
- C. convexa White 1973